# Scream (пісня Сергія Лазарева)
«Scream» — пісня російського співака Сергія Лазарева. Вона представляла Росію на пісенному конкурсі Євробачення 2019 в Тель-Авіві, Ізраїль.

## Євробачення
Пісня буде представляти Росію на пісенному конкурсі Євробачення 2019, після того, як Сергій Лазарев був обраний російським мовником. 28 січня 2019 року було проведено спеціальний розіграш, який помістив кожну країну в один з двох півфіналів, а також у якій половині шоу вони виступатимуть. Росія була розміщена у другому півфіналі, який відбувся 16 травня 2019 року, і виступила у другій половині шоу. Після того, як всі конкуруючі пісні для конкурсу 2019 року були випущені, порядок виконання півфіналів вирішувався виробниками шоу, а не через інший розіграш, так що подібні пісні не розміщувалися поруч один з одним. Росія виступила 13-ю й пройшла до гранд-фіналу.

## Трек-лист
| Digital download | Digital download | Digital download |
| #                | Назва            | Тривалість       |
| ---------------- | ---------------- | ---------------- |
| 1.               | «Scream»         | 2:58             |